# Hazleton (Pensilvânia)
Hazleton é uma cidade localizada no estado norte-americano de Pensilvânia, no Condado de Luzerne.

## Demografia
Segundo o censo norte-americano de 2000, a sua população era de 23.329 habitantes.
Em 2006, foi estimada uma população de 22.037, um decréscimo de 1292 (-5.5%).

## Geografia
De acordo com o United States Census Bureau tem uma área de
15,5 km², dos quais 15,5 km² cobertos por terra e 0,0 km² cobertos por água. Hazleton localiza-se a aproximadamente 508 m acima do nível do mar.

## Localidades na vizinhança
O diagrama seguinte representa as localidades num raio de 8 km ao redor de Hazleton.